# Arrondissement di Libourne
L'arrondissement di Libourne è una suddivisione amministrativa francese, situata nel dipartimento della Gironda e nella regione della Nuova Aquitania.

## Composizione
L'arrondissement di Libourne raggruppa 129 comuni in 9 cantoni:
- cantone di Branne
- cantone di Castillon-la-Bataille
- cantone di Coutras
- cantone di Fronsac
- cantone di Guîtres
- cantone di Libourne
- cantone di Lussac
- cantone di Pujols
- cantone di Sainte-Foy-la-Grande